# Continuum (John Mayer)
Continuum è il terzo album in studio del cantautore e chitarrista statunitense John Mayer, pubblicato negli Stati Uniti il 12 settembre 2006. L'album è stato altamente apprezzato dalla critica internazionale, che ha notato il cambiamento di stile dell'artista, influenzato più marcatamente dal blues, dal blues rock e dal soul rispetto ai suoi precedenti lavori. L'album ha vinto due Grammy nel 2007, ed ha ottenuto una nomination nel 2008 ed altre cinque nel 2009.

## Tracce
1. Waiting on the World to Change (John Mayer) – 3:20
2. I Don't Trust Myself (with Loving You) (Mayer) – 4:52
3. Belief (Mayer) – 4:02
4. Gravity (Mayer) – 4:05
5. The Heart of Life (Mayer) – 3:18
6. Vultures (Mayer, Steve Jordan, Pino Palladino) – 4:10
7. Stop this Train (Mayer) – 4:45
8. Slow Dancing in a Burning Room (Mayer) – 4:02
9. Bold as Love (Jimi Hendrix cover) – 4:18
10. Dreaming with a Broken Heart (Mayer) – 4:05
11. In Repair (Mayer, Charlie Hunter) – 6:07
12. I'm Gonna Find Another You (Mayer) – 2:43

### Riedizione 2008
1. Say (Mayer) – 3:49

### 2007 edition bonus disc
1. Vultures (Mayer, Jordan, Palladino - Charter One Pavilion, Chicago, Illinois, 28 giugno 2007) – 5:40
2. Belief (Mayer - U.S. Bank Arena, Cincinnati, Ohio, 26 giugno 2007) – 6:04
3. Waiting on the World to Change (Mayer - Verizon Center, Washington, 25 luglio 2007) – 3:29
4. Dreaming with a Broken Heart (Mayer - Hollywood Bowl, Los Angeles, California, 10 giugno 2007) – 4:15
5. I Don't Need No Doctor (Ray Charles cover - Joseph Armstead, Nickolas Ashford, Valerie Simpson - Wells Fargo Arena, Des Moines, Iowa, 18 giugno 2007) – 5:54
6. Gravity (Mayer - Blossom Music Center, Cuyahoga Falls, Ohio, 1º luglio 2007) – 10:20

## Formazione
- John Mayer - voce, chitarra elettrica, chitarra acustica
- Pino Palladino - basso
- Steve Jordan - batteria, percussioni, cori
- Ricky Peterson - tastiera (1, 6, 11, 12), cori (1)
- Roy Hargrove - tromba (1, 2)
- Willie Weeks - basso aggiuntivo (2)
- Ben Harper - chitarra elettrica (3)
- Manolo Badrena - percussioni (3)
- Larry Goldings - tastiera e organo (4)
- James Valentine - chitarra acustica (7), chitarra elettrica (11)
- Jamie Muhoberac - tastiera (7, 11)
- Charlie Hunter - chitarra a otto corde (11)
- Lester Snell - Fender Rhodes, organo e arrangiamento fiati (12)
- Chalmers "Spanky" Alford - chitarra ritmica (12)
- Willie Mitchell - arrangiamento fiati (12)
- Ben Carley - tromba  (12)
- Jack Hale - trombone (12)
- Jim Horn - sassofono baritono (12)
- Lennie McMillan - sassofono tenore (12)
- Harley Pasternak - cori (1)
- Jeannie Martinez - cori (1)
- Kristen Moss - cori (1)
- Lee Padgett - cori (1)
- Maggie Slavonic - (1)
- Ricky Cytonbaum - cori (1)
- Sandy Vongdasy - cori (1)
- Scotty Crowe - cori (1)

## Classifiche e vendite
| Classifica (2006)                     | Fonte                    | Massima posizione | Certificazione | Vendite   |
| ------------------------------------- | ------------------------ | ----------------- | -------------- | --------- |
| Billboard 200 Albums Chart (U.S.)     | Billboard                | 2                 | 2x Platino     | 2,272,747 |
| Billboard Comprehensive Albums (U.S.) | Billboard                | 2                 |                |           |
| Billboard Digital Albums (U.S.)       | Billboard                | 1                 |                | 326,000   |
| Billboard Internet Albums (U.S.)      | Billboard                | 3                 |                | 326,000   |
| Billboard Top Rock Albums (U.S.)      | Billboard                | 1                 |                |           |
| Australia Albums Chart                | ARIA                     | 12                | Oro            | 35,000+   |
| Canada Albums Chart                   | Nielsen SoundScan        | 2                 | Platino        | 100,000+  |
| Official Albums Chart                 | BBC                      | 47                |                | 20,000+   |
| Nuova Zelanda Albums Chart            | RIANZ                    | 9                 | Oro            | 7,500+    |
| Danimarca Top 40 Albums Chart         | IFPI Danmark & ACNielsen | 24                |                |           |
| Paesi Bassi Top 100 Albums Chart      | GFK Mega Charts          | 12                |                |           |